# Кошелев, Владимир Алексеевич
Владимир Алексеевич Кошелев (род. 1 октября 1974, Куйбышев) — российский предприниматель и политический деятель, депутат Государственной думы VIII созыва от партии ЛДПР (с 2021 года). Первый заместитель председателя Комитета Государственной думы VIII созыва по строительству и жилищно-коммунальному хозяйству. Владелец и председатель совета директоров корпорации «Авиакор» (с 2013 года— «Корпорация Кошелев»).

## Биография
Владимир Кошелев родился в 1974 году в городе Куйбышев (позже Самара). Окончил Самарский механико-технологический техникум, параллельно работал токарем. В 2004 году окончил Московскую государственную технологическую академию по специальности «инженер по автоматизации технологических процессов и производств».
В 2011 году защитил кандидатскую диссертацию по экономике на тему «Управление инновационно-инвестиционными рисками в жилищном строительстве» (специальность: 08.00.05 — Экономика и управление народным хозяйством (управление инновациями)). Активистами «Диссернета» в кандидатской диссертации Владимира Кошелева были выявлены неправомерные заимствования. В 2021 году диссертационный совет при БашГУ и УГНТУ рекомендовал лишить Владимира Кошелева учёной степени кандидата экономических наук. Аналогичное решение принял диссертационный совет при РЭУ им. Г. В. Плеханова в 2022 году. После того, как заявление о лишении учёной степени было рассмотрено в 3 диссертационных советах, в каждом из которых было принято решение об обоснованности этого заявления и о лишении учёной степени, в ВАК было принято решение об отказе в лишении учёной степени (приказ Минобрнауки России от 28 мая 2024 года № 529/нк).
К 2015 году подготовил докторскую диссертацию на тему «Методология управления рисками в логистических системах жилищного строительства» (специальность: 08.00.05 — Экономика и управление народным хозяйством (логистика)), однако на защиту не вышел, написав заявление о снятии работы с рассмотрения.
В 90-е годы параллельно с работой токарем Кошелев занимался мелкой лоточной торговлей, участвовал в организации бизнеса по производству запчастей для машин. В 1999 году стал заместителем директора по коммерческим вопросам компании «Авиакор», в 2006 году её возглавил. В 2009 году был избран председателем Совета саморегулируемой организации «Строители Поволжья». В 2010-х годах занялся строительным бизнесом, в этот период компания «Кошелев» построила объекты в Калуге (микрорайон Кошелев) и под Самарой (микрорайон Крутые Ключи и Кошелев), которые прозвали урбанистическим адом из-за однотипных трехэтажных многоквартирных домов.
В 2011 году Кошелев был советником губернатора Ульяновской области Сергея Морозова, баллотировался в Государственную думу VI созыва по списку «Единой России», но не прошёл. В 2016—2021 годах был депутатом Самарской Губернской думы шестого созыва от Единой России, возглавлял комитет по строительству, а также входил в комитет по здравоохранению, демографии и социальной политике.
В сентябре 2021 по итогам парламентских выборов получил мандат депутата Государственной думы VIII созыва в составе федерального партийного списка ЛДПР. Стал первым заместителем председателя комитета по строительству и ЖКХ, вошёл в генсовет «Деловой России». 31 декабря 2022 возглавил самарское региональное отделение ЛДПР.
В 2022 году в качестве поддержки для мобилизованных предложил государству оплачивать платежи по ипотеке и автокредитам и заявил о подготовке соответствующего законопроекта.
Из-за вторжения России на Украину находится под международными санкциями Евросоюза, США, Великобритании и ряда других стран.

## Награды
- 2013 — нагрудный знак «Почётный строитель России»[11][20]
- 2018 — орден Дружбы (Южная Осетия)[27]
- 2024 — орден Дружбы[28]